# 톰 카퍼
토마스 리처드 카퍼(Thomas Richard Carper, 1947년 1월 23일 ~ )은 미국의 정치인이다.

## 학력
- 오하이오 주립 대학교 인문사회 학사
- 델라웨어 대학교 경영학 석사

## 경력
- 1977.01 ~ 1983.01 델라웨어주 재무장관
- 1983.01 ~ 1993.01 제98·99·100·101·102대 미국 델라웨어 광역선거구 연방하원의원
- 1993.01 ~ 2001.01 제71대 델라웨어 주지사
- 1998.08 ~ 1999.08 전국 주지사 연합 의장
- 2001.01 ~ 2025.01 제107~118대 미국 델라웨어 연방상원의원
- 2013.01 ~ 2015.01 미국 상원 국토안보위원회 위원장
- 2017.01 ~ 2021.02 미국 상원 환경위원회 위원
- 2021.02 ~ 2025.01 미국 상원 환경위원회 위원장

## 역대 선거 결과
| 선거명      | 직책명                         | 대수  | 정당   | 득표율 | 득표수    | 결과 | 당락                     |
| ----------- | ------------------------------ | ----- | ------ | ------ | --------- | ---- | ------------------------ |
| 1976년 선거 | 델라웨어 재무장관              | 대    | 민주당 | 55.45% | 118,159표 | 1위  | 델라웨어주 재무장관 당선 |
| 1978년 선거 | 델라웨어 재무장관              | 대    | 민주당 | 58.83% | 91,809표  | 1위  | 델라웨어주 재무장관 당선 |
| 1980년 선거 | 델라웨어 재무장관              | 대    | 민주당 | 59.43% | 125,204표 | 1위  | 델라웨어주 재무장관 당선 |
| 1982년 선거 | 하원의원 (델라웨어 광역선거구) | 98대  | 민주당 | 52.39% | 98,533표  | 1위  | 델라웨어주 하원의원 당선 |
| 1984년 선거 | 하원의원 (델라웨어 광역선거구) | 99대  | 민주당 | 58.46% | 142,070표 | 1위  | 델라웨어주 하원의원 당선 |
| 1986년 선거 | 하원의원 (델라웨어 광역선거구) | 100대 | 민주당 | 66.16% | 106,351표 | 1위  | 델라웨어주 하원의원 당선 |
| 1988년 선거 | 하원의원 (델라웨어 광역선거구) | 101대 | 민주당 | 67.52% | 158,338표 | 1위  | 델라웨어주 하원의원 당선 |
| 1990년 선거 | 하원의원 (델라웨어 광역선거구) | 102대 | 민주당 | 65.53% | 116,274표 | 1위  | 델라웨어주 하원의원 당선 |
| 1992년 선거 | 델라웨어 주지사                | 71대  | 민주당 | 64.75% | 179,365표 | 1위  | 델라웨어 주지사 당선     |
| 1996년 선거 | 델라웨어 주지사                | 71대  | 민주당 | 69.50% | 188,300표 | 1위  | 델라웨어 주지사 당선     |
| 2000년 선거 | 상원의원 (델라웨어 제1부)      | 107대 | 민주당 | 55.53% | 181,566표 | 1위  | 델라웨어주 상원의원 당선 |
| 2006년 선거 | 상원의원 (델라웨어 제1부)      | 110대 | 민주당 | 67.13% | 170,567표 | 1위  | 델라웨어주 상원의원 당선 |
| 2012년 선거 | 상원의원 (델라웨어 제1부)      | 113대 | 민주당 | 66.42% | 265,415표 | 1위  | 델라웨어주 상원의원 당선 |
| 2018년 선거 | 상원의원 (델라웨어 제1부)      | 116대 | 민주당 | 59.95% | 217,385표 | 1위  | 델라웨어주 상원의원 당선 |